# Melchior de Lascaris
Melchior Farulphus Pius Ansprandrus de Lascaris (även kallad Mercurius de Lascaris), belagd 1679-1688, född i Dalmatien, var språkmästare vid Lunds universitet och predikant i Åbo.

## Biografi
de Lascaris, som omväxlande beskrivs som dalmatier, grek, italienare och "böhmisk flykting", omnämns 1679 i Skottland, där "Mercurius Lascaris, a minister of the Greek Church" utverkade pengar för att betala lösensumman för sin bror och sina barn som skall ha varit fångar hos barbareskpirater i Alger. Han försvann därefter "norrut" för att år 1683 åter göra sig gällande i källorna, den här gången i Sverige som språkmästare vid Lunds universitet. Denna tjänst uppbar han från och med 1683, men redan 1684 tog han avsked på grund av sin katolska tro och lämnade landet med sin hustru tidigt år 1685.
1688 dök de Lascaris upp vid Kungliga Akademien i Åbo. Han donerade "två små böcker" till akademins bibliotek, men lär emellertid inte ha skrivit in sig som student. Istället ska han ha arbetat som predikant och omväxlande ha beskrivits som grek respektive böhmisk flykting. I denna egenskap uppbar han fattighjälp både från universitetet och Åbo domkyrka. Hur de Lascaris, som inledningsvis beskrivs som "grekisk präst" men som ju sedermera tog avsked från Lunds universitet på grund av sin katolska övertygelse, kom att bli den av domkyrkan och universitetet understödde (och därför förmodat protestantiske) predikanten i Åbo är okänt.